# Charles Shank

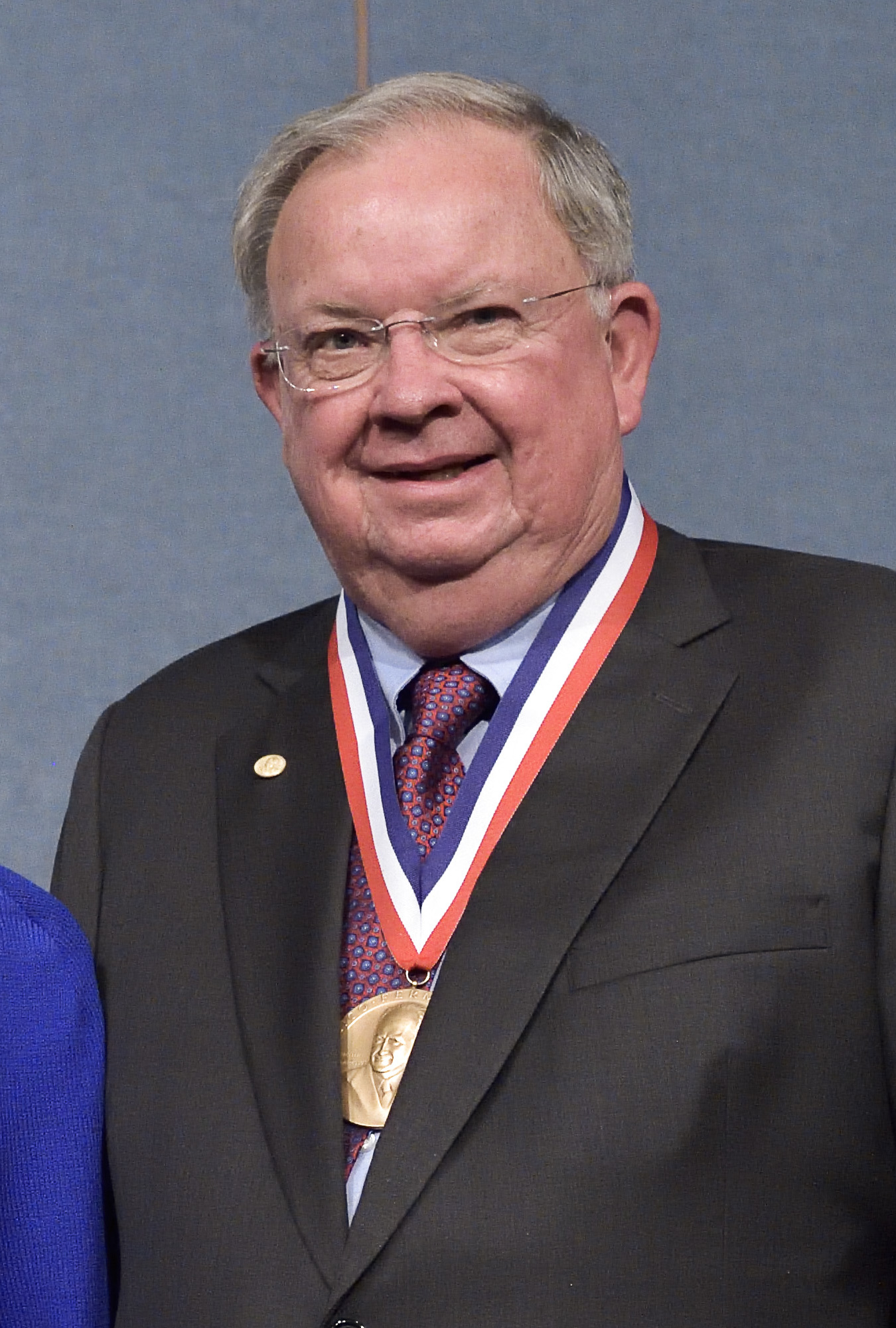
Charles Shank, 2015

Charles Vernon „Chuck“ Shank (* 12. Juli 1943 in Mount Holly, New Jersey) ist ein US-amerikanischer Physiker, der sich mit Laserphysik beschäftigt.

## Leben
Shank studierte an der University of California, Berkeley (Master 1965), wo er 1969 als Elektroingenieur promovierte. Danach war er an den Bell Laboratories, ab 1976 als Leiter der Abteilung Quantenphysik und Elektronik-Forschung und 1983 bis 1989 als Direktor des Elektronik-Forschungslabors. 1989 bis 2004 war er Direktor des Lawrence Berkeley National Laboratory. Seit 2004 ist er Professor für Physik, Chemie, Elektrotechnik und Informatik in Berkeley. 2005 wurde er zudem Janelia Senior Fellow am Howard Hughes Medical Institute.
Mit Erich P. Ippen entwickelte er in den 1970er Jahren abstimmbare Farbstofflaser und 1974 einen passiv modengekoppelten Farbstofflaser zur Erzeugung ultrakurzer Pulse (unterhalb 1 Piko-Sekunde). Shank war ein Pionier der Erzeugung ultrakurzer Pulse und deren Anwendung in der Femtosekunden-Spektroskopie, mit der er unter anderem chemische Prozesse wie bei dem für die Photosynthese wichtigen Rhodopsin untersuchte. 1971 entwickelte er mit Herwig Kogelnik den ersten Distributed Feedback Laser.
1988 wurde er Fellow der American Physical Society. Er ist Mitglied der National Academy of Sciences (1984), der American Academy of Arts and Sciences (1986) und der National Academy of Engineering. 1984 erhielt er den George E. Pake Prize. Er ist Träger des R. W. Wood Prize der Optical Society of America. 1997 erhielt er mit Erich P. Ippen den Arthur-L.-Schawlow-Preis für Laserphysik. Für 2014 wurde ihm der Enrico-Fermi-Preis zugesprochen.

## Schriften
- C. V. Shank, E. P. Ippen: Mode locking of dye lasers, in: Fritz Peter Schäfer (Ed.) Dye Lasers, Springer 1973, pp. 121–274.
- E. P. Ippen, C. V. Shank, A. Dienes: Passive mode locking of the cw dye laser, Appl. Phys. Lett. 21, 348 (1972).
- A. Dienes, E. P. Ippen, C. V. Shank: A mode-locked cw dye laser, Appl. Phys. Lett. 19, 258 (1971).
- H. Kogelnik, C. V. Shank: Coupled‐Wave Theory of Distributed Feedback Lasers, Journal of Applied Physics 43, 2327 (1972).
- Physics of Dye Lasers, Rev. Mod. Phys. 47, 649 (1975).
- Karl-Heinz Drexhage, Erich P. Ippen, Charles Shank, Theodor Hänsch, B. B. Snavely, H. Gerhardt, Fritz Peter Schäfer (Herausgeber): Dye lasers (Topics in Applied Physics), 1990, ISBN 978-3-540-51558-6 (Neuauflage)